# Polyarthra fusiformis
Polyarthra fusiformis is een raderdiertjessoort uit de familie Synchaetidae. De wetenschappelijke naam van deze soort is voor het eerst geldig gepubliceerd in 1890 door Spencer.